# Callopistria cyclopis
Callopistria cyclopis är en fjärilsart som beskrevs av George Francis Hampson 1908. Callopistria cyclopis ingår i släktet Callopistria och familjen nattflyn. Inga underarter finns listade i Catalogue of Life.